# On the Border
On the Border è il terzo album in studio della rock band statunitense Eagles, pubblicato il 22 marzo del 1974.

## Il disco
Lo stile dell'album si distacca dalle tipiche sonorità country dei precedenti album, assumendo un ritmo più rock. I tre singoli pubblicati dal disco sono Already Gone, James Dean e Best of My Love. L'album arrivò 17º in classifica.
La canzone On the Border (che è anche il titolo dell'omonimo album) è un'ispirazione della rock band allo scandalo Watergate.
L'album ha venduto 4 milioni di copie.

## Tracce
Lato A
1. Already Gone – 4:13 (Jack Tempchin, Robb Strandlund)
2. You Never Cry Like a Lover – 4:02 (Don Henley, John David Souther)
3. Midnight Flyer – 3:58 (Paul Craft)
4. My Man – 3:30 (Bernie Leadon)
5. On the Border – 4:28 (Bernie Leadon, Don Henley, Glenn Frey)

Lato B
1. James Dean – 3:36 (Don Henley, Glenn Frey, Jackson Browne, John David Souther)
2. Ol' '55 – 4:22 (Tom Waits)
3. Is It True? – 3:14 (Randy Meisner)
4. Good Day in Hell – 4:27 (Don Henley, Glenn Frey)
5. Best of My Love – 4:35 (Don Henley, Glenn Frey, John David Souther)

## Singoli
1. Already Gone – 3:39 (Jack Tempchin, Robb Strandlund) – Pubblicato il 19 aprile 1974 (Asylum records, AS-11036) - Lato A
2. Is It True? – 3:14 (Randy Meisner) – Pubblicato il 19 aprile 1974 (Asylum Records, AS-11036) - Lato B

1. James Dean – 3:36 (Don Henley, Glenn Frey, Jackson Browne, J. D. Souther) – Pubblicato il 14 luglio 1974 (Asylum Records, E-45202) - Lato A
2. Good Day in Hell – 4:27 (Don Henley, Glenn Frey) – Pubblicato il 14 agosto 1974 (Asylum Records, E-45202) - Lato B

1. Best of My Love – 3:25 (Don Henley, Glenn Frey, J.D. Souther) – Pubblicato il 5 novembre 1974 (Asylum Records, E-45218-A) - Lato A
2. Ol' '55 – 4:22 (Tom Waits) – Pubblicato il 5 novembre 1974 (Asylum Records, E-45218-B) - Lato B

## Musicisti
- Glenn Frey - voce, chitarre, pianoforte; voce solista (brani: A1, B1, B2 e B4); chitarra solista (brano: A1); chitarra slide (brani: A3 e B3)
- Bernie Leadon - voce, chitarre, banjo, chitarra steel; voce solista (brano: A4); chitarra pedal steel (brani: A4 e B5); chitarra solista (brano: B1)
- Don Felder - chitarra elettrica solista (brano: A1); chitarra slide (brano: B4)
- Randy Meisner - voce, basso; voce solista (brani: A3 e B3)
- Don Henley - voce, batteria; voce solista (brani: A2, A5, B2, B4 e B5)

Ospiti
- Al Perkins - chitarra pedal steel (brano: B2)
- Coach (Bill Szymczyk) - performer T.N.S. (brano: A5)[1]